# Terminalia sulcata
Terminalia sulcata är en tvåhjärtbladig växtart som beskrevs av Louis René Tulasne. Terminalia sulcata ingår i släktet Terminalia och familjen Combretaceae. Inga underarter finns listade i Catalogue of Life.